# Gaudete et exsultate
Gaudete et exsultate (укр. Радійте й веселіться) – це третя апостольська адгортація
папи Франциска, підписана 19.03.2018 та опублікована 09.04.2018, про загальне покликання
до святості. Адгортація Gaudete et exsultate є коротшою за попередні (Evangelii gaudium та
Amoris laetitia) і не є постсинодальною. 
Апостольське поучення «Радійте й веселіться» заохочує всіх до святості: «заново
запропонувати поклик до практичної святості в наш теперішній час» (п. 2). Папа Франциск
нагадує, що святими стаємо, коли живемо Блаженствами, прямуючи у протилежному від
світу напрямку. Всі можуть стати святими, бо Церква завжди навчала, що це – загальне
покликання, доступне для кожного. Папа Римський наголошує, що Господь вибрав нас,
«щоб ми були святі й бездоганні перед ним у любові» (Еф. 1, 4). «Святий – це той, хто вміє
зворушуватися та зрушувати з місця, аби допомогти і зцілити. Це той, хто ховається від
замислів давніх, але завжди актуальних єресей, і хто “здатен жити з радістю та почуттям
гумору” в цьому агресивному і квапливому світі».

## Зміст
Апостольське повчання папи Франциска Gaudete et exsultate («Радійте й веселіться») складається з 5 розділів.

#### І. ПОКЛИКАННЯ ДО СВЯТОСТІ
Святі, які нас заохочують і супроводжують [3-5] 
Святі по сусідству [6-9] 
Господь кличе [10-13] 
Також для тебе [14-18] 
Твоя місія в Христі [19-24] 
Діяльність, яка освячує [25-31] 
Більше живі, більше людські [32-34] 

#### ІІ. ДВА ХИТРІ ВОРОГИ СВЯТОСТІ
Сучасний гностицизм [36] 
Розум без Бога і без плоті [37-39] 
Доктрина без таїни [40-42] 
Границі розуму [43-46] 
Сучасне пелагіанство [47-48] 
Воля без покори [49-51] 
Навчання Церкви, про яке часто забувають [52-56] 
Нові пелагіани [57-59] 
Оцінка Закону [60-62] 

#### ІІІ. У СВІТЛІ ВЧИТЕЛЯ
Проти течії [65-66] 
« Блаженні вбогі духом, бо їхнє Царство Небесне» [67-70] 
« Блаженні тихі, бо вони успадкують землю» [71-74] 
« Блаженні засмучені, бо будуть утішені» [75-76] 
« Блаженні голодні та спраглі справедливости, бо вони наситяться» [77-79] 
« Блаженні милосердні, бо вони зазнають милосердя» [80-82] 
« Блаженні чисті серцем, бо вони побачать Бога» [83-86] 
« Блаженні миротворці, бо вони синами Божими назвуться» [87-89] 
« Блаженні переслідувані за правду, бо їхнє Царство Небесне» [90-94] 
Велике правило [95] 
Вірність Учителеві [96-99] 
Ідеології, які спотворюють серце Євангелія [100-103] 
Культ, який найбільше подобається Богові [104-109] 

#### IV. ДЕЯКІ РИСИ СВЯТОСТІ В СУЧАСНОМУ СВІТІ
Витривалість, терпеливість і лагідність [112-121] 
Радість і почуття гумору [122-128] 
Хоробрість і ревність [129-139] 
У спільноті [140-146] 
У безустанній молитві [147-157] 

#### V. БОРОТЬБА, ПИЛЬНІСТЬ І РОЗПІЗНАВАННЯ
Боротьба і чуйність [159] 
Більше, ніж міф [160-161] 
Пробуджені й довірливі [162-163] 
Духовний занепад [164-165] 
Розпізнавання [166] 
Нагальна потреба [167-168] 
Завжди в Божому світлі [169] 
Надприродний дар [170-171] 
Говори, Господи [172-173] 
Логіка дару й хреста [174-177]